# لي هونغيي
لي هونغيي هو ممثل ومغني صيني ولد في يوم 26 يونيو 1998 في لياونينغ، تخرج من أكاديمية بكين للموسيقى. في سنة 2014 بدأ التمثيل ومثل في عدة أفلام ومسلسلات صينية، كما قام بغناء عدة أغاني.

## روابط خارجية
- لي هونغيي على موقع IMDb (الإنجليزية)
- لي هونغيي على موقع قاعدة بيانات الفيلم (الإنجليزية)